# Bit Generations
『bit Generations』（ビット・ジェネレーションズ）は、任天堂より発売されたゲームボーイアドバンス用のソフトラインナップである。2006年7月13日より展開。
キャッチコピーは「"GAME"の原点へ……」。ビデオゲームの面白さを見つめ直し、新しい発見や提案を行うことを謳っている。シンプルかつ誰でも遊べるような簡単なゲームでデザインされているのが特徴で、価格もGBAソフトの平均に比べると安い。通常カートリッジ色のグレーとは異なり、黒のカートリッジを採用している。
開発は、『DIGIDRIVE』を除く6作はスキップの第1開発部、『DIGIDRIVE』はキュー・ゲームスが担当している。
2008年12月24日より、このシリーズの続編に当たる『Art Style』がニンテンドーDSiウェアとWiiウェアにて展開されている。なお、日本では『bit Generations』と『Art Style』は別のソフトラインナップという位置付けになっているが、日本国外では全て『Art Style』として展開されている。

## シリーズ1
2006年7月13日発売 各2000円（税込）

### dotstream
『ドットストリーム』。6本の光のラインが鮮やかなレースゲーム。
操作方法は、十字キーの上下でレーン移動、Aボタンでアイテム使用、Bボタンでブレーキ、Rボタンで1ライフを使用してダッシュ。
- campaign - グランプリ（GP）レースで、5つのコースを巡り合計ポイントを競う。5+αのGPが用意されている。
- spot race - 任意の1コースを走り、順位を競う。

任意の色のラインを操作して、他のラインより速くゴールを目指す。各ラインの速度は一定だが、スタート時の加速力に差があり、自分が操作するラインは実質最下位からのスタートとなる。コースは見えないレーンに分かれており、先行ラインが通ったレーンと重なって走る事ができない(横切る事はできる)。先行ラインの隣を自分のラインと平行に一定時間走るとスリップストリームが発生し、自機の最高速度が上がる。自分のラインにはライフ（体力。スタート時は2つしかないがピットで9つまで増やせる）があり、ライフが0の時に壁や障害ブロックに当たるとコースリタイアとなる。
- - アイテム
    - 無敵アイテム - 壁、障害ブロック、減速ゾーンを無視して走行できる。
    - スローアイテム - 一定時間他のラインが停止して自ラインは減速する。
    - ボムアイテム - 画面内の障害ブロックを全て消去する。

  - イベントパネル
    - ダッシュパネル - 一定時間ダッシュ状態となる。
    - スローパネル - 一定時間減速する。
    - 上移動・下移動パネル - 強制的にレーンを移動させられる。移動中は操作できない。
- formation - 複数のラインをコマンドで操作し、編隊飛行を楽しむ。

自ラインを操作してコース上のエネルギーアイテムを取っていき、スコアを競う。エネルギーがたまるとラインが増えていき、増えたラインはコマンドで操作する。エネルギーは徐々に減っていき、無くなるとゲームオーバーとなる。
- - コマンド（campaignで優勝すると手に入る）
    - Rボタン（オープン） - 編隊幅を広げる。
    - Lボタン（クローズ） - 編隊幅を狭める。
    - Aボタン（トレース） - 自ラインと同じ動きをさせる。
    - Bボタン（リバース） - 他のラインを自ラインの反対側に移動させる。
    - 十字キー左（フォーメーション1）- 編隊をV字に揃える。
    - 十字キー右（フォーメーション2） - 編隊をI字に揃える。

### BOUNDISH
『バウンディッシュ』。「移動するターゲットを打ち返す」という1つのルールを5種類のバリエーションに広げたアクションゲーム。4種のAtari「PONG」の変種のようなゲームと、ゲームウォッチ「BALL」の変種のようなゲームが遊べる。

### DIALHEX
『ダイアルヘックス』。六角形をモチーフにしたパズルゲーム。六角形のカーソルを左右に回転させることで、三角形のパネルを動かし、同じ色のパネルで六角形を作ると消える。上から落ちてくるパネルで六角形のステージがすべて埋まるとゲームオーバー。
- 各モード
  - SOLO - パネルを消すと同じ色のターゲットメーターが埋まっていき、すべて埋まると新しい色が追加される。すべての色のターゲットメーターを埋めるとゲームクリア。
  - ENDLESS - その名の通り、ゲームオーバーになるまでひたすら六角形を作っていくモード。
  - VS - 2人で対戦するモード。
- アイテムパネル
  - 白パネル - 白く光っているパネルを消すと、同じ色のすべてのパネルが、白パネルと隣接しているパネルの色に変化する。隣接しているパネルがないときは、同じ色のパネルがすべて消える。
  - 黒パネル - 黒く変化しているパネルを消すと、ステージの下に穴が開き、一定時間パネルが落ちていく。

## シリーズ2
2006年7月27日発売 各2000円（税込）

### COLORIS
『カラリス』。モザイク状に並んだパネルの色を揃えて消していくパズルゲーム。サウンドスタッフに小山田圭吾を起用している。
パネルはカーソルの色に応じて変化し、パネルにカーソルをあわせてAボタンを押すとパネルがカーソルの色に近い色へ変化する。同じ色のパネルを三つ縦か横に並べると消える。カーソルの色はパネルの色を変えるごとに変化する。
- カラーフレーム

画面上部に表示されている横長の枠。カラーフレームの色は、カーソルの次に変わる色を表している。CLEAR MODEの場合はこの中にクリアメーターが表示される。
- グレーパネル

カーソルの色とパネルの色が補色関係にあるときに色を変えようとするとグレーパネルに変化する。また、パネルにはそれぞれ「寿命」が存在し、ステージに登場してから時間が経つにつれてパネルの模様の動きが早くなり、一定時間が経過するとグレーパネルに変化する。パネルを消した際に隣接するパネルの寿命が伸びる。
グレーパネルは色を変えることができず、縦横に揃えても消すことができない。また、下に空いたスペースがあっても落下しない。グレーパネルの消去は隣接するパネルを二度消すか、後述のアイテムの効果で可能。ステージがグレーパネルでいっぱいになるとゲームオーバー。
- アイテムパネル（グレーパネルになった後でも使える）

対角線方向のパネルをすべて消す。
同じ色のパネルをすべて消す（グレーパネルになった後使うと、すべてのグレーパネルを消すことができる）。
- CLEAR MODE

決められた個数のパネルを消して、ステージをクリアしていくモード。パネルを消すとカラーフレーム内のクリアメーターが増え、クリアメーターがカラーフレームいっぱいになるまでパネルを消せばステージクリアとなる。ただし、グレーパネルが画面中にある場合はパネルを消してもクリアメーターが増えない。
「BASIC」と「ADVANCED」の2種類があり、BASICでは通常の外見のパネルで、ADVANCEDではステージごとに異なったパネル・背景で遊ぶことができる。
- SCORE MODE

ゲームオーバーになるまでどれだけ得点できるかに挑戦するモード。消したパネルの個数や連鎖の回数によって得点が変化し、色数の多いステージほど配点が高い。ゲームオーバーになるまで継続するのでクリアメーターは存在しないが、カラーフレームは存在する。
- VS MODE

2人対戦モード。基本的なルールは通常と同じ。パネルを消すと、相手のステージのパネルを下の方からグレーパネルにしていくことができる。相手のステージがグレーパネルで埋まれば勝ち。

### DIGIDRIVE
『デジドライブ』。十字路に流れてくる「シェイプ」を素早く交通整理していくアクションゲーム。
操作方法は、十字キーで「シェイプ」の振り分け、Aボタンで「アタックシェイプ」の使用、Bボタンでアイテム使用（対戦のみ）。
- SINGLE - 一人用のゲームモード。集めた「シェイプ」で「デュアルコア」と呼ばれる円盤を上昇させ、その距離を競う

フィールドは十字路の形をしている。数種類の「シェイプ」が四隅から中心に向かって流れてくるので、十字キーを使って同じ「シェイプ」を同じ道に誘導させていく。5つ揃える毎に「ストック図形（シェイプをためるタンクのようなもの）」が埋まっていく。「ストック図形」は初めは三角形だが、一杯まで埋まる毎に四角形→五角形→六角形→円形と形が変わる。円形にした時点で上限という訳ではなく、見た目上の変化は無いが更に×2～×?までためられる。この×2というのは円形2つ分という意味であり、×?というのは二桁、つまり×10以上を意味する。どの段階でも「デュアルコア」にアタックした時に表示される。ここまで「シェイプ」を成長させるには後述のコンボが必須。「ストック図形」がある道に異なる色の「シェイプ」を入れるか一定時間「シェイプ」を入れないと、「ストック図形」は消滅する。
稀に流れてくる「アタックシェイプ」（最初に3つある予備を使用することでも出現する）を「ストック図形」のある道に入れると、ストックしていた量に応じて「デュアルコア」が上昇する。これがアタックである。「デュアルコア」の下部では「デンジャー・バー」が徐々にせり上がっており、これが「デュアルコア」に触れるとゲームオーバーとなる。
- - コンボ

通常では「ストック図形」がある道に異なる「シェイプ」を入れると図形は消滅するが、他の道にも「ストック図形」がある場合は、たまっていた分と同じ量をそれらに融合させることができる。「ストック図形」が二つある場合は、それぞれのストック図形に融合される。この時画面隅に「×2」と表示される通り、それぞれに元のストック図形の「全量」が融合する（半分ずつ融合するのではない）ので、これを繰り返していく事で普通では不可能な速度でストックを増やしていく事ができる。代償として、コンボを重ねる度にデュアルコアが引き寄せられる。
- - アウトバーン

4方向全てに「ストック図形」を作ると、ためている「シェイプ」に適した「シェイプ」しか出現しない特殊な状態となる。この状態は1つの「ストック図形」を消滅させると終了し、消えた「ストック図形」で「デュアルコア」を上昇させる。「シェイプ」が流れるスピードは徐々に速くなっていく。「アウトバーン」時は「アタックシェイプ」は出現せず、Aボタンも使用できない。「アウトバーン」が終了すると予備の「アタックシェイプ」がもらえる。序盤の黒一色の時に発生させると長く続けられる。
- VS COM・VS 2P - COMはコンピュータ、2Pは人間との対戦モード。基本ルールはSINGLEと同じだが、「デュアルコア」を相手側に押し切ることで勝敗が決まる。デュアルコアが押し切られるとオートガードが働き、全てのシェイプを使って攻撃する。お互いのシェイプ量は右画面のイコライザで分かる。

VS 2Pモードは1つのカートリッジでも対戦可能だが、ゲームボーイアドバンス専用ワイヤレスアダプタでの無線通信にのみ対応しており、通信ケーブルは使用できない。
- - アイテム（設定で使用不可にもできる）
    - Instant attack - ▲程度の攻撃力でデュアルコアを上昇させる。
    - Power attack - ■に相当する攻撃力でデュアルコアを大きく上昇させる。
    - Speed down - 一定時間、相手のシェイプの移動速度が下がる。
    - Steal item - 相手のアイテムを奪う。
    - Half - 相手のためているシェイプ量が半減する。
    - Double - 自分のためているシェイプ量が倍増する。
    - Switch - シェイプ量を相手と入れ替える。
    - Shield - 一定時間、デュアルコアが動かなくなる。

### ORBITAL
『オービタル』。タイトルのとおり、引力を利用してオブジェクトの軌道をコントロールしていくアクションゲーム。隠しステージも合わせ全40ステージある。
操作方法
- Aボタン - 重力

周辺の惑星に引きつけられるように移動する。サテライトになっている時は親惑星に近づく。
- Bボタン - 反重力

周辺の惑星から離れるように移動する。サテライトになっている時は親惑星から離れる。
- また、AボタンかBボタンのいずれも押していないときは等速直線運動をする。

自分の惑星は最初は最小サイズであるが、他の惑星を取り込んで大きくしていき、ゴール惑星をサテライトとするとクリアとなる。また、惑星は効果で4つの種類に分類される。
- 白色 - 接触すると取り込むことが出来る。近くを通り過ぎることでサテライトにすることができる。サテライトにした惑星の数が多いほどステージクリア時の得点がUPする。
- 青色 - 接触すると取り込むことが出来、自分の惑星のサイズが1段階大きくなる。サテライトにすることは出来ない。
- 赤色 - 取り込むこともサテライトにすることも出来ない。重力圏内を通ることでサテライトになることができる。接触すると1ミスになる。
- 赤色 (ゴール惑星) - 自分の惑星のサイズが小さく、まだサテライトにはできない。また、重力圏も存在しない。接触すると1ミスになる。
- 黄色 (ゴール惑星) - これをサテライトにするとステージクリア。接触すると1ミスになる。
- 黄色 (MOON) - 惑星のサイズが一定以上になると出現する。接触するとMOONが弾き飛ばされ消滅するが、サテライトにすることはできる。サテライトにした状態でステージをクリアするとボーナス得点が入る。
- 赤色 (小惑星) - 静止あるいは一定の軌道を描いて移動している。接触するとミスになる。取り込むこともできないし、サテライトにも出来ない。

また、ステージクリア時にはステージ選択画面のその惑星系が白く、更にMOONをサテライトにしていると、表示が黄色くなる。

### Soundvoyager
『サウンドボイジャー』。音だけを頼りにその音源を探し当てる新感覚ゲーム。プレイにはステレオヘッドホンが必要となる。

## 備考
- 開発段階では『Digitylish Series』（デジタイリッシュシリーズ）と呼ばれていた時期もあった。
- 2006年4月15日から1か月に渡って、渋谷パルコにて「bit Generations アート展」という展示会が開催された。
- TVCMにはリリー・フランキーを採用。